# Eleições parlamentares europeias de 2014 (Malta)
As eleições parlamentares europeia de 2014 em Malta, realizaram-se a 24 de maio e, serviram para eleger os 6 deputados nacionais ao Parlamento Europeu.

## Resultados Oficiais
| Partido                 | Partido                 | Votos   | %               |       | Deputados |         |
| ----------------------- | ----------------------- | ------- | --------------- | ----- | --------- | ------- |
|                         | Partido Trabalhista     | 134 462 | 53,39 / 100,00  | 1,38  | 3 / 6     | Estável |
|                         | Partido Nacionalista    | 100 785 | 40,02 / 100,00  | 0,47  | 3 / 6     | 1       |
|                         | Alternativa Democrática | 7 418   | 2,95 / 100,00   | 0,61  | 0 / 6     | Estável |
|                         | Imperium Europa         | 6 761   | 2,68 / 100,00   | 1,21  | 0 / 6     | Estável |
|                         | Outros                  | 2 425   | 0,96 / 100,00   |       | 0 / 6     |         |
| Votos Inválidos         | Votos Inválidos         | 5 737   | 2,23 / 100,00   | 0,41  |           |         |
| Total                   | Total                   | 257 588 | 100,00 / 100,00 |       | 6 / 6     | 1       |
| Eleitorado/Participação | Eleitorado/Participação | 344 356 | 74,81 / 100,00  | 3,98  |           |         |
| Fonte                   | Fonte                   | [ 1 ]   | [ 1 ]           | [ 1 ] | [ 1 ]     | [ 1 ]   |